# 泛代数
泛代数，也称普适代数学（英語：Universal algebra），研究通用於所有代數結構的理論，而不是代數結構的模型。舉個例子，並不是將特殊的個別的群作為個體分別來學習，而是將整個群論的理論作為學習的主題。

## 基本思想
從泛代数角度來看，代數是擁有一組運算元的集合A。在A上的n元運算是以n個A的元素為輸入並返回一個A的元素的函數。这样，0元运算（空运算）可简单表示为A的一个元素或常数，通常用a表示。一元运算是简单的从A到A的函数，常用置于参数前的符号表示，如~x。二元运算通常用置于参数间的符号表示，如x*y。元数更高或不确定的运算通常用函数符号表示，参数放在括号中，例如f(x, y, z)或f(x1,...,xn)。那么，讨论代数的一种方式就是将其称为某{\displaystyle \Omega }类代数，其中{\displaystyle \Omega }是自然数的有序数列，表示代数运算的元数。不过也有研究者允许无穷元运算，如{\displaystyle \textstyle \bigwedge _{\alpha \in J}x_{\alpha }}，其中J是无穷指标集，是完全格代数理论中的一种运算。

### 等式
定义了运算后，代数的性质由公理进一步定义，在泛代数中通常用恒等式或等式法则的形式。例如二元运算的结合律，可由等式x ∗ (y ∗ z) = (x ∗ y) ∗ z给出。

## 簇
由等式定义的代数结构集合称作簇或等价类。
将研究范围限制在簇，就排除了
- 量化，包括全称量化（{\displaystyle \forall }，等式前除外）和存在量化 （{\displaystyle \exists }）
- 逻辑与（∧）之外的逻辑运算符
- 等式以外的关系，特别是形如a ≠ b不等式和序理论

等式类研究可看作是模型论的一支，通常处理只有运算的结构（类型中可以有函数的符号，但不能有等式以外的关系的符号）。谈论这种结构的语言只使用等式。
其不包含所有广义代数结构。例如，有序交换群涉及序关系，因此不属于这个范畴。
域类也不属于等式类，因为没有类型能把所有域法则写成等式（域中元素的逆适于所有非零元素，因此不能把逆加入类型中）。
这样限制的一个好处是，泛代数研究的结构可定义在任何具有有限积的范畴中。例如，拓扑群只是拓扑空间范畴中的一个群。

### 例子
大多数泛代数系统都是簇的例子，但不总是很明显，因为通常的定义往往涉及量化或不等式。

#### 群
以群的定义为例。通常，一个群的定义由二元运算*完成，并遵循以下公理：
- 结合律： x ∗ (y ∗ z)  =  (x ∗ y) ∗ z; &nbsp；形式化：∀x,y,z. x∗(y∗z)=(x∗y)∗z.
- 单位元：存在一个元素e，使得对每个x。都有e ∗ x  =  x  =  x ∗ e; &nbsp；形式化：∃e ∀x. e∗x=x=x∗e.
- 逆元素：很容易看出单位元是唯一的，一般记作e。那么对每个x，都有元素i使x ∗ i  =  e  =  i ∗ x; &nbsp；形式化：∀x ∃i. x∗i=e=i∗x.

（有人也使用“封闭”公理，即只要x ∗ y都属于A，则x*y也属于，但这里称*为二元运算已经暗示了这一点。）
群的这一定义并不直接符合泛代数，因为单位元和逆元素并非纯粹从“对所有”元素普遍成立的等式规律表述，而还涉及存在量词“存在……”。除了二元运算∗，还可指定空运算e和一元运算~，~x通常写作x−1。这样，公理变为：
- 结合律：x ∗ (y ∗ z)  =  (x ∗ y) ∗ z.
- 单位元：e ∗ x  =  x  =  x ∗ e；形式化：∀x. e∗x=x=x∗e.
- 逆元素：x ∗ (~x)  =  e  =  (~x) ∗ x &nbsp；形式化：∀x. x∗~x=e=~x∗x.

总结来说，通常的定义有
- 单一二元运算
- 1个等式法则（结合律）
- 2个量化法则（单位元与逆元）

而按泛代数，则有
- 3种运算：1种二元运算，1种一元运算，1种零运算
- 3个等式法则（结合律、单位元、逆元）
- 没有量化法则（最外层的全称量词除外，这在簇中是允许的）

关键点是，额外的运算没有增加信息，而是唯一地遵循了群的通常定义，虽然没有唯一指定单位元e，但很简单就能证明它是唯一的，每个逆元素也唯一。
泛代数观点非常适合范畴论。例如，在范畴论中定义群对象时，若对象可能不是集合，就必须用到等式法则（在一般范畴中是有意义的），而非量化法则（指单个元素）。此外，逆元和单位元在范畴中被指定为态射。例如，拓扑群中的逆不仅必须逐元素存在，还要给出连续映射（态射）。有人还要求恒等映射也要闭包（上纤维化）。

#### 其他例子
大部分代数结构都可作为泛代数的例子。
- 环、半群、拟群、广群、原群、圈等等。
- 固定域上的向量空间和固定环上的模也是泛代数。它们有二元运算，有一族一元标量乘法运算，域或环中的每个元素都有一个。

关系代数的例子有半格、格与布尔代数。

## 基本构造
假设{\displaystyle \Omega }类固定。泛代数中有三种基本构造：同态像、子代数与积。
两个代数A、B之间的同态是函数h: A → B，使得对A中的每个n元运算fA和对应的B中n元运算fB，都有h(fA(x1,...,xn)) = fB(h(x1),...,h(xn))（若可以看出函数来自哪个代数，则f的上下标就可去掉）。例如，若e是常数（空运算），那么 h(eA) = eB。若~是一元运算，那么h(~x) = ~h(x)。若∗是二元运算，那么h(x ∗ y) = h(x) ∗ h(y)，以此类推。我们可以取代数的同态像h(A)。
A 的子代数是A的子集，对A的所有运算都封闭。某个代数结构集合的积，指的是集合在坐标上定义的运算的笛卡尔积。

## 部分基本定理
- 同构基本定理，包括群、环、模等的同构定理。
- 伯克霍夫HSP定理，其指出，一类代数当且仅当在同态像、子代数与任意直积下封闭时，可以构成簇。

## 动机与应用
除了统一方法之外，泛代数还给出了深奥的定理以及重要的示例和反例，为新代数研究提供了有用的框架。它可以将为某些代数发明的方法转移到其他类的代数，方法是用泛代数（如果可能的话）重新诠释之，然后将其解释为适用于其他类别的方法。它还澄清了概念；正如J.D.H. Smith所说：“在特定框架中看起来杂乱而复杂的东西，在适当的一般框架中可能会变得简单而明显”。
特别是，泛代数可用于幺半群、环和格的研究。在泛代数之前，许多定理（最知名的是同构基本定理）是在所有类别中分别证明的，但有了泛代数，就可以对每种代数系统进行一次性证明。
下面提到的Higgins 1956年的论文为一系列特定代数系统提供了框架而受到广泛关注，而他1963年的论文则对具有仅部分定义运算的代数的讨论而备受瞩目，典型的例子就是范畴和广群。这引出了高维代数的话题，可定义为研究具有部分运算的代数理论，其域是在几何条件下定义的。著名的例子是各种形式的高维范畴和广群。

### 约束满足问题
泛代数为约束满足问题（CSP）提供了一种自然的语言。CSP是一类重要的计算问题：给定关系代数A和其上的句子{\displaystyle \varphi }，如何确定{\displaystyle \varphi }能否在A中得到满足。代数A通常是确定的，因此CSPA指实例仅为存在语句{\displaystyle \varphi }的问题。
可以证明，对某个代数A，每个计算问题都可表为CSPA。
例如，n色问题可表述为代数{\displaystyle {\big (}\{0,1,\dots ,n-1\},\neq {\big )}}的CSP，即具有{\displaystyle n}个元素和一个关系式（不等式）的代数。
二分猜想（2017年4月证明）指出，若A是有限代数，则CSPA要么是P问题，要么是NP完全问题。

## 推广
还可用范畴论手段研究泛代数：可用特殊的范畴描述代数结构，称为劳维尔理论或更广义的代数论。相对地，也可用单子描述代数结构。这两种方法密切相关，各有优势。
特别地，每个劳维尔理论都在集合范畴上给出了单子，而集合范畴的任何“有限”单子都产生于某个劳维尔理论。单子描述的是特定范畴（如集合范畴）中的代数结构，而代数论描述的是一大类范畴（即有有限积的范畴）中任何范畴的结构。
范畴论的最新发展是算元论——算元是一系列运算，类似于泛代数，但只允许在带变量的表达式间建立等式，不允许重复或省略变量。因此，环可被描述为某些算元的所谓“代数”，但不能描述为群，因为{\displaystyle gg^{-1}=1}在左侧重复了变量g，在右侧省略了变量g。起初这似乎是个麻烦的限制，但其结果是，算元有某些优势：例如，可以统一环和向量空间，得到结合代数，但无法统一环和向量空间。
另一处发展是偏代数，其中的运算可以是偏函数。某些偏函数也可通过所谓“本质代数论”的劳维尔理论推广来处理。
泛代数的另一种推广是模型论，有时被描述为“泛代数+逻辑”。

## 脚注
1. ↑  Bodirsky, Manuel; Grohe, Martin,  (PDF), 2008  [2023-10-01], （原始内容存档 (PDF)于2023-12-23）
2. ↑  Zhuk, Dmitriy. . 2017. arXiv:1704.01914  [cs.cc].
3. ↑  Hyland, Martin; Power, John,  (PDF), 2007  [2023-10-01], （原始内容存档 (PDF)于2023-11-29）
4. ↑  nLab的Essentially algebraic theory條目
5. ↑  C.C. Chang and H. Jerome Keisler. . Studies in Logic and the Foundation of Mathematics 73 3rd. North Holland. 1990: 1. ISBN 0444880542.